# Adele Faber
Adele Faber (ur. 12 stycznia 1928 w Nowym Jorku, zm. 24 kwietnia 2024 w White Plains) – amerykańska anglistka, pedagożka i pisarka.

## Życiorys
Urodziła się 12 stycznia 1928 r. w Bronksie jako najmłodsze z trójki dzieci futrzarza Morrisa Meyrowitza i krawcowej Betty Meyrowitz. Dorastała w dzielnicy Soundview, w jej domu językiem podstawowym był jidysz, a angielski służył jako drugi język. Po uzyskaniu licencjatu z teatrologii na Queens College i magisterium z pedagogiki na New York University, uczyła angielskiego w liceum w Queens przez 8 lat, po czym przeprowadziła się do Roslyn. Tam poznała Elaine Mazlish, również matkę trojga dzieci. Pod koniec lat 1960. zaczęła wraz z Mazlish uczęszczać na wykłady o rodzicielstwie, które prowadził psycholog Haim Ginott. To Ginott postulował, by z dzieckiem rozmawiać z szacunkiem i unikali krytyki oraz kar. Faber i Mazlish szybko wykorzystały poznane metody i pod wpływem obserwowanych wyników stwierdziły, że napiszą książkę, promującą te metody.
Ich książka Liberated Parents, Liberated Children (1974) została uhonorowana Christopher Award za literacki wkład w afirmację wartości duchowych człowieka. Kolejne publikacje to m.in. How to Talk So Kids Will Listen & Listen So Kids Will Talk (1980), która okazała się bestsellerem (ponad 4 mln sprzedanych egzemplarzy w Ameryce Północnej) i została wydana w ponad 40 krajach, oraz Siblings Without Rivalry: How to Help Your Children Live Together So You Can Live Too (1987). Łącznie z Mazlish była autorką 7 książek, które przetłumaczono na 30 języków:
- Between Brothers and Sisters (1989)[5],

- How to Be the Parent You Always Wanted to Be (1992)[5],

- How to Talk So Kids Can Learn at Home and in School (1995)[5],

- How to Talk So Teens Will Listen & Listen So Teens Will Talk (2005)[5].

Jej książki stały się podstawowymi publikacjami o wychowywaniu dzieci przez wiele lat. Pracowała na New School for Social Research na Manhattanie i w Family Life Institute na Long Island University w Greenvale. 
Od 1951 r. żona Leslie Faberem, miała troje dzieci – Carla, Joannę i Abrama.